# Cause marketing
Le cause marketing ou cause-related marketing, dans les pays anglo-saxons et aux États-Unis en particulier, fait référence à un type de marketing unissant les efforts d'une organisation à but lucratif et d'une autre à but non lucratif afin d'en tirer un bénéfice commun. Le terme est parfois utilisé au sens large et plus généralement pour faire référence à un projet social ou charitable, y compris les efforts internes de marketing, d'organisations à but non lucratif. Le cause marketing diffère des dons faits par les entreprises (philanthropie) et qui sont généralement déductible de leurs impôts, car le cause marketing est une relation d'affaire qui ne repose pas sur un don.

## Histoire
La création du terme cause-related marketing est attribuée à American Express, il fut créé pour décrire les efforts destinés à soutenir des causes charitables de telle manière qu'ils profitent également à l'activité commerciale de l'entreprise. Le terme fut ensuite utilisé pour décrire la campagne de marketing menée par American Express en 1983 pour le projet de restauration de la statue de la Liberté. Les termes cause-related marketing et cause marketing sont de plus en plus couramment utilisés depuis cette époque.

## Bénéfices
Les bénéfices potentiels du cause marketing pour les organisations à but non lucratif comprennent une meilleure visibilité de l'organisation grâce aux moyens financiers de l'entreprise, et de meilleures possibilités d'atteindre de nouveaux partisans de sa cause via la clientèle importante de l'entreprise. Les possibles bénéfices pour l'entreprise sont une image positive dans ses relations publiques, une amélioration de la relation client, et de nouvelles opportunités de marketing.

## Exemples
- Comme exemple de cause-marketing, on peut citer la campagne de Yoplait, Save Lids to Save Lives (Collectionnez des couvercles pour sauver des vies) qui soutient la Susan G. Komen Breast Cancer Foundation (Fondation contre le cancer du sein de Susan Komen). La société emballe certains produits avec un couvercle rose que les consommateurs lui retournent et à son tour, Yoplait donne 10 cents pour chaque couvercle à la fondation. Cette campagne a fait l'objet de nombreuses critiques car elle a rapporté un gros profit à la société vendant les yaourths, mais très peu de consommateurs ont retourné les couvercles et les couvercles ne rapportaient que 10 centimes : les profits pour la cause contre le cancer du sein furent extrêmement minces. De plus, l'association activiste Think before you pink dénonça le fait que les yaourts vendus contenaient des substances cancérigènes[2].

- Product Red[3], lancé en 2006, est un exemple de l'une des plus vastes campagnes de cause-related marketing, par le nombre de sociétés et d'organisations impliquées et de par sa couverture mondiale. C'est également un exemple de campagne de cause marketing qui est devenue une marque en elle-même. Product Red a été créé pour soutenir The Global Fund to Fight AIDS, Tuberculosis & Malaria (Le Fonds mondial contre le Sida, la tuberculose et la malaria), elle implique des sociétés comme Apple, Motorola, Giorgio Armani, et The Gap.